# Charlie Llewellyn
Charles Bennett Llewellyn (bekannt als Charlie Llewellyn; * 26. September 1876 in Pietermaritzburg, Kolonie Natal; † 7. Juni 1964 in Chertsey, Vereinigtes Königreich) war ein südafrikanischer Cricketspieler, der zwischen 1896 und 1912 für die südafrikanische Nationalmannschaft spielte.

## Kindheit und Ausbildung
Llewellyn entstammte einer nicht-ehelichen Beziehung zwischen einem walisischen Vater und einer aus St. Helena stammenden Mutter.

## Aktive Karriere
Llewellyn gab sein First-Class-Debüt für Natal in der Saison 1894/95. Ein Jahr später lieferte er gegen das tourende englische Team eine gute Leistung für die Natal XI und wurde daraufhin für den zweiten Test nominiert und gab so sein Debüt in der Nationalmannschaft. Als England in der Saison 1898/99 erneut nach Südafrika kam, spielte er erneut im Test und konnte dabei drei Wickets (3/89) erzielen. Jedoch wurde er nach dem Spiel aus dem Kader gestrichen. Daraufhin entschied er sich auf Empfehlung von Robert Poore nach England zu gehen und wurde dort von Hampshire als Profi engagiert. Es dauerte zwei Jahre, in denen er noch nicht in der County Championship spielen durfte, jedoch konnte er gegen das tourende australische Team überzeugen. In der Folge wurde er von Ranjitsinhji für die Tour in Amerika eingeladen. Ab der County Championship 1901 durfte er dann für Hampshire in der nationalen englischen Meisterschaft spielen. In dem Sommer tourte auch Südafrika in England und er nahm an einzelnen Spielen teil. In der Saison 1902/03 kehrte er nach Südafrika zurück und spielte dort gegen Australien. Im ersten Test gelangen ihm ein Fifty über 90 Runs als Batter und insgesamt neun Wickets als Bowler. Beim folgenden Test erzielte er insgesamt zehn Wickets (5/43 & 5/73), bevor er die Tour mit 6 Wickets für 97 Runs im dritten Test abschloss.
Als ein südafrikanisches Team in der Saison 1904 in England tourte, spielte er vereinzelte Spiele für das tourende Team. Er spielte in den folgenden Saisons für Hampshire und erreichte bei seiner Benefit-Saison mit 500 GBP die höchste Summe die bis dahin im Team erreicht wurde. Für seine Leistungen in der Saison 1910 wurde er dann zu einem der Wisden Cricketers of the Year gewählt und es sollte die letzte Saison für Hampshire sein. Er wurde daraufhin für die Tour in Australien unter Kapitän Percy Sherwell ausgewählt. Dort erzielte er im zweiten Test 4 Wickets für 81 Runs und im dritten neben vier Wickets (4/107) auch ein Fifty über 80 Runs. In der Saison 1911 kehrte er nach England zurück und spielte dort in der Lancashire League für Accrington Club-Cricket. Auch im folgenden Jahr spielte er dort und wurde dort von Südafrika für das Triangular Tournament 1912 in den Kader berufen. Dabei konnte er gegen England (75 Runs) und Australien (59 Runs) jeweils ein Fifty erreichen. Er spielte in der Folge weiter Club-Cricket und wechselte später zu Undercliffe in der Bradford League.
Llewellyn verstarb im Alter von 87 Jahren im Juni 1964.

## Status in der südafrikanischen Gesellschaft
Llewellyn wurde als nicht-weiß klassifiziert und hatte eine dunkle Hautfarbe. Als solches war er der erste Coloured Test-Cricketspieler. In wieweit er deshalb Vorurteilen ausgesetzt war ist umstritten. Zumindest in der Frühzeit seiner Karriere gab es Kaderentscheidungen, die sich zumindest teilweise damit in Zusammenhang bringen lassen. Insbesondere wurde seine Isolation während der Australien-Tour 1910/11, die vor allem durch Jimmy Sinclair ausging, herausgestellt. Es gab Berichte, dass er so sehr durch seine weißen Mitspieler gepeinigt wurde, dass er in die Toiletten flüchtete und dort einschloss.
Die Klassifikation als Coloured wurde in Folge einer biographischen Einordnung zu seinem 100. Geburtstag von seiner Tochter bestritten, die angab, dass ihre Eltern und Großeltern „pure British stock“ seien. Es dauerte bis Omar Henry der nach dem Fall der Apartheid im Jahr 1992 spielte, bis wieder ein nicht-weißer Spieler für Südafrika spielte.